# Julian Johnsson
Julian Johnsson (* 24. Februar 1975) ist ein ehemaliger färöischer Fußballspieler und Autor.

## Karriere

### Im Verein
Johnsson begann seine Karriere bei HB Tórshavn und spielte zunächst für die zweite Mannschaft in der zweiten Liga, das erste Mal am zehnten Spieltag der Saison 1992 beim 3:0-Heimsieg gegen SÍ Sumba, wobei er im Laufe der Partie eingewechselt wurde. In der nächsten Saison gab er am elften Spieltag beim 1:1-Unentschieden im Heimspiel gegen GÍ Gøta sein Debüt in der höchsten Spielklasse, als er erneut eingewechselt wurde. Am letzten Spieltag erzielte Johnsson im Heimspiel gegen B68 Toftir mit dem 2:0 sein erstes Tor, das Spiel wurde mit 5:4 gewonnen. 1995 gewann er mit HB das Pokalendspiel gegen B68 Toftir mit 3:1. anschließend absolvierte er einen kurzen Abstecher beim dänischen Erstligisten Vejle BK ohne Ligaeinsätze. 1996 und 1997 lief er für B36 Tórshavn auf und gewann im letzten Jahr an der Seite von Jákup á Borg, Jens Kristian Hansen, Tummas Eli Hansen, Óli Johannesen, und John Petersen die Meisterschaft. Daraufhin wechselte er zum norwegischen Erstligisten Kongsvinger IL und entging in der ersten Saison nur knapp dem Abstieg durch einen Sieg in der Relegation. Im nächsten Jahr stand nur der letzte Platz zu Buche, daraufhin unterschrieb Johnsson einen Vertrag beim Zweitligisten Sogndal Fotball, der 2000 als Drittplatzierter und Sieger der Relegation den Aufstieg erreichte. Ab Sommer 2001 spielte er auch für ein Jahr in England bei Hull City in der vierten Liga und kehrte danach zu B36 zurück, mit denen er 2003 im Pokalendspiel mit 3:1 gegen GÍ Gøta siegte. Bei seiner nächsten Station ÍA Akranes wurde er im selben Jahr isländischer Pokalsieger durch ein 1:0 im Endspiel gegen FH Hafnarfjörður, ab 2005 trat er für B68 Toftir an und erreichte als Erstplatzierter der zweiten Liga den Aufstieg in die höchste Spielklasse. Nachdem dort nur der vorletzte Platz erreicht werden konnte, was den Abstieg zur Folge hatte, spielte Johnsson Von 2007 bis 2009 unterklassig für FC Svendborg.

#### Europapokal
Insgesamt 14 Mal kam Johnsson bei Spielen im Europapokal zum Einsatz. In der Hauptrunde des Europapokals der Pokalsieger 1993/94 gab er bei der 0:4-Auswärtsniederlage gegen FC Universitatea Craiova für HB Tórshavn sein Debüt und schied nach einem 0:3 im Rückspiel aus. In der Champions League kam er 2002/03 für B36 Tórshavn zum Einsatz und schied in der ersten Qualifikationsrunde nach einem 2:5 und 0:1 gegen Torpedo Kutaissi aus. Dies waren zudem seine letzten beiden Einsätze im Europapokal.

### Nationalmannschaft
Johnsson gab sein Debüt am 26. April 1995 gegen Finnland. Das Qualifikationsspiel zur EM 1996 in Toftir wurde mit 0:4 verloren. Insgesamt erzielte Johnsson vier Tore für die Färöische Nationalmannschaft, das erste am 25. Mai 1995 beim Spiel gegen San-marinesische Fußballnationalmannschaft in Toftir, als er zum 3:0-Endstand traf. Bei allen vier erzielten Treffern gewannen die Färöer das Spiel. 2006 beendete er seine Länderspielkarriere nach der 0:6-Niederlage am 2. September im Qualifikationsspiel zur EM 2008 gegen Schottland in Glasgow, Johnsson wurde in der 76. Minute beim Stand von 0:5 gegen Símun Eiler Samuelsen ausgewechselt. Er spielte insgesamt 62 Mal für die Färöer, damit gehört er zu den Spielern mit den meisten Einsätzen für die Färöer.

### Trainerlaufbahn
2005 führte Johnsson B68 Toftir als Spielertrainer zum Aufstieg in die höchste Spielklasse, in der er 2006 noch einmal für zwei Spiele als Trainer aushalf.

### Erfolge
- 1× Färöischer Meister: 1997
- 2× Färöischer Pokalsieger: 1995, 2003
- 1× Isländischer Pokalsieger: 2003

## Autor
Ende 2006, nach seinem Karriereende auf den Färöern, veröffentlichte Johnsson seine Autobiografie unter dem Namen „Føroyingurin úr Danmark“ (deutsch: „Der Färinger von Dänemark“).